# MPEG-2
MPEG-2 — название группы стандартов цифрового кодирования видео- и аудиосигналов, организации транспортных потоков видео- и аудиоинформации, передачи сопутствующей информации. Стандарты MPEG выпускаются экспертной группой по движущемуся изображению (MPEG), входящей в состав ИСО/МЭК.

## Общие сведения
Стандарт MPEG-2 получил распространение в цифровых видеодисках DVD, системах компрессии видеоизображений, цифровом телевидении DVB.
В случае использования в цифровом телевидении MPEG-2 активно применяется как стандарт, определяющий структуру транспортных потоков и способы передачи данных.
Стандарт содержит несколько подразделов (parts). Например, MPEG-2 part 1 определяет тип контейнера, например, может использоваться Transport Stream, который позволяет корректировать ошибки оборудования, принимающего сигнал. Part 2 — структуру компрессированного изображения (элементарный поток MPEG-2).
Стандарт MPEG-2 намеренно не определяет способы компрессии изображения (звука), он лишь указывает, как должно быть оформлено сжатое изображение (звук). Стандарт не определяет, каким образом должен быть реализован кодер или декодер MPEG-2, он определяет только структуру данных. Это даёт возможность участникам рынка конкурировать друг с другом за создание более качественных устройств и алгоритмов.
Использование стандартов MPEG-2 требует уплаты лицензионных отчислений держателям патентов через MPEG Licensing Association. Тексты стандартов MPEG-2 распространяются свободно, но не бесплатно (см. сайт ISO).
Все американские патенты MPEG-2 истекли 13 февраля 2019 года.

## Сжатие видео (упрощённо)
MPEG-2 используется для общего сжатия движущихся изображений и звука и определяет формат видеопотока, который может быть представлен как три типа кадра:
- независимо сжатые кадры (I-кадры),
- кадры, сжатые с использованием предсказания на основе предыдущих кадров (P-кадры) и
- кадры, сжатые с использованием предсказания на основе предыдущих и последующих (B-кадры).

Соответствующие группы кадров от одного I-кадра до другого образуют GOP (англ. Group Of Pictures) - группу кадров.
Обычно используются потоки в 30 или 29,97 кадра в секунду.
MPEG-2 поддерживает видео и в прогрессивной, и в чересстрочной развёртке.

## Сжатие звука
MPEG-2 также определяет новые методы сжатия звука:
- сжатие на низких битрейтах с половинным семплированием (MPEG-1 Layer 1/2/3 LSF)
- многоканальное сжатие до 6 каналов
- новый стандарт MPEG-2 AAC

## Профили и уровни стандарта
| Аббр. | Имя             | Кадры   | YCrCb | Потоки | Комментарий                                         |
| ----- | --------------- | ------- | ----- | ------ | --------------------------------------------------- |
| SP    | Simple Profile  | P, I    | 4:2:0 | 1      | без интерлейсинга                                   |
| MP    | Main Profile    | P, I, B | 4:2:0 | 1      |                                                     |
| 422P  | 4:2:2 Profile   | P, I, B | 4:2:2 | 1      |                                                     |
| SNR   | SNR Profile     | P, I, B | 4:2:0 | 1-2    | Отношение сигнал/шум                                |
| SP    | Spatial Profile | P, I, B | 4:2:0 | 1-3    | низкое, нормальное и высокое качество декодирования |
| HP    | High Profile    | P, I, B | 4:2:2 | 1-3    | низкое, нормальное и высокое качество декодирования |

| Аббр. | Имя        | Пикселей/строку | Строк | Кадров/c (Гц) | Битрейт (Мбит/с) |
| ----- | ---------- | --------------- | ----- | ------------- | ---------------- |
| LL    | Low Level  | 352             | 288   | 30            | 4                |
| ML    | Main Level | 720             | 576   | 30            | 15               |
| H-14  | High 1280  | 1280            | 1024  | 30            | 60               |
| HL    | High Level | 1920            | 1152  | 30            | 80               |

| Профиль @ уровень | Разрешение (px) | Макс. кадровая частота (Гц) | Семплинг | Битрейт (Мбит/с) | Применение                                                           |
| ----------------- | --------------- | --------------------------- | -------- | ---------------- | -------------------------------------------------------------------- |
| SP@LL             | 176 × 144       | 15                          | 4:2:0    | 0,096            | беспроводные устройства                                              |
| SP@ML             | 352 × 288       | 25                          | 4:2:0    | 0,384            | КПК                                                                  |
| SP@ML             | 352 × 240       | 30                          | 4:2:0    | 0,384            | КПК                                                                  |
| MP@LL             | 320 × 288       | 25                          | 4:2:0    | 4                | Set-top boxes (STB)                                                  |
| MP@ML             | 720 × 480       | 30                          | 4:2:0    | 15 (DVD: 9,8)    | DVD, SD-DVB                                                          |
| MP@ML             | 720 × 576       | 25                          | 4:2:0    | 15 (DVD: 9,8)    | DVD, SD-DVB                                                          |
| MP@H-14           | 1440 × 1080     | 30                          | 4:2:0    | 60 (HDV: 25)     | HDV                                                                  |
| MP@H-14           | 1280 × 720      | 30                          | 4:2:0    | 60 (HDV: 25)     | HDV                                                                  |
| MP@HL             | 1920 × 1080     | 30                          | 4:2:0    | 80               | ATSC 1080i, 720p60, HD-DVB (HDTV)                                    |
| MP@HL             | 1280 × 720      | 60                          | 4:2:0    | 80               | ATSC 1080i, 720p60, HD-DVB (HDTV)                                    |
| 422P@LL           | 1280 × 1080     | 30, 60                      | 4:2:2    |                  |                                                                      |
| 422P@ML           | 720 × 480       | 30                          | 4:2:2    | 50               | Только Sony IMX с I-frame, Broadcast «contribution» video (I&P only) |
| 422P@ML           | 720 × 576       | 25                          | 4:2:2    | 50               | Только Sony IMX с I-frame, Broadcast «contribution» video (I&P only) |
| 422P@H-14         | 1440 × 1080     | 30                          | 4:2:2    | 80               | Будущие продукты Panasonic и Sony на основе MPEG-2 HD                |
| 422P@H-14         | 1280 × 720      | 60                          | 4:2:2    | 80               | Будущие продукты Panasonic и Sony на основе MPEG-2 HD                |
| 422P@HL           | 1920 × 1080     | 30                          | 4:2:2    | 300              | Будущие продукты Panasonic на основе MPEG-2 HD                       |
| 422P@HL           | 1280 × 720      | 60                          | 4:2:2    | 300              | Будущие продукты Panasonic на основе MPEG-2 HD                       |

### DVD
Стандарт DVD использует MPEG-2 видео, но определяет некоторые ограничения:
- Допустимые разрешения
  - 720 × 480, 640 × 480, 320 × 480, 320 × 240 пикселей (NTSC)
  - 720 × 576, 640 × 576, 320 × 576, 320 × 288 пикселей (PAL)
- Допустимые соотношения ширины к высоте Aspect ratio (Display AR)
  - 4:3
  - 16:9

- Допустимое число кадров в секунду
  - 29,97 к/с (NTSC)
  - 25 к/с (PAL)

Примечание: при выставлении флагов REPEAT_FIRST_FIELD в заголовках кодированных изображений эти изображения могут повторяться на протяжении двух или трёх полей. Таким образом, подобрав шаблон выставления флагов, можно добиться практически любой частоты смены кадров (не менее 2/3 от номинальной). Наиболее часто это используется для получения частоты в 23,976 кадра/сек (что приблизительно равно скорости смены кадров киноплёнки) при выводе сигнала в NTSC.
- Скорости аудио- и видеопотоков:
  - Максимальная средняя: 9,8 Mbit/s
  - Максимальная пиковая: 15 Mbit/s
  - Минимальная: 300 Kbit/s
- YUV 4:2:0
- Дополнительные субтитры
- Скрытые субтитры
- Аудио:
  - Линейная импульсно-кодовая модуляция (LPCM): 48 kHz или 96 kHz; 16- или 24-bit; до шести каналов (из-за ограничений пропускной способности доступны не все комбинации)
  - MPEG-1 Audio Layer 2 (MP2): 48 kHz, до 5.1 каналов (только в PAL)
  - Dolby Digital (DD, также известен как AC-3): 48 kHz, 32—448 kbit/s, до 6 (5+1) каналов
  - Digital Theater Systems (DTS): 754 kbit/s или 1510 kbit/s (поддержка плеерами DVD необязательна)
  - DVD в формате NTSC должны содержать хотя бы одну звуковую дорожку LPCM или Dolby Digital audio.
  - DVD в формате PAL должны содержать хотя бы одну звуковую дорожку MPEG Layer 2, LPCM или Dolby Digital audio.
  - Для плееров не обязательна поддержка вывода шестиканального звука, но обязательна возможность сведения его к двухканальному (стерео).
- Структура GOP (групп кадров):
  - В начале каждой GOP должен идти заголовок группы
  - Максимальное количество кадров на группу: 18 (NTSC) / 15 (PAL), то есть 0,6 секунды.
  - Для DVD с несколькими углами обзора или при задействовании плейлистов глав должны использоваться только закрытые GOP.

### DVB
Ограничения на MPEG-2 в стандарте DVB:
Допустимые разрешения для SDTV:
- 720, 640, 544, 480 или 352 × 480 пикселей, 24/1,001, 24, 30/1,001 или 30 кадров/с
- 352 × 240 пикселей, 24/1,001, 24, 30/1,001 или 30 кадров/с
- 720, 704, 544, 480 или 352 × 576 пикселей, 25 кадров/с
- 352 × 288 пикселей, 25 кадров/с

Для HDTV:
- 720 x 576 x 50 кадров/c, прогрессивная развертка (576p50)
- 1280 x 720 x 25 или 50 кадров/c, прогрессивная развертка (720p25 или 720p50)
- 1440 или 1920 x 1080 x 25 кадров/c, прогрессивная развертка (1080p25 — «кинорежим»)
- 1440 или 1920 x 1080 x 25 кадров/c, чередование полей (1080i25)
- 1920 x 1080 x 50 кадров/c, прогрессивная развертка (1080p50), последующая замена форматом H.264/AVC

### ATSC
Допустимые разрешения:
- 1920 x 1080 пикселей, 30 кадров/c (1080i)
- 1280 x 720 пикселей, 60 кадров/c (720p)
- 720 x 576 пикселей, 25 кадров/c (576i, 576p)
- 720 or 640 x 480 пикселей, 30 кадров/c (480i, 480p)

Примечание: 1080i кодируется как кадр 1920 x 1088, но последние 8 строк выбрасываются перед выводом на дисплей.

## Содержание стандарта
Стандарт MPEG-2, обозначающийся также по каталогу ISO как стандарт ISO/IEC 13818, включает в себя следующие части:
Part 1Systems — описывает синхронизацию и мультиплексирование видео и аудио.
Part 2Video — сжатие чересстрочного и прогрессивного видео.
Part 3Audio — сжатие аудио сигнала (многоканальное расширение для MPEG-1 audio).
Part 4Описывает процедуру тестирования совместимости.
Part 5Описывает систему программной эмуляции.
Part 6Описывает расширение для DSM-CC (Digital Storage Media Command and Control.)
Part 7Advanced Audio Coding (AAC) — стандарт сжатия аудио.
Part 8Расширенное 10-битное представление цвета в видео. Изначально планировалось для профессиональных приложений, таких как студийная обработка видео. Разработка этой части стандарта была остановлена из-за отсутствия интереса в индустрии.
Part 9Расширения для использования в реальном времени.
Part 10Расширение для совместимости с DSM-CC.

## Держатели патентов
Приблизительно 640 патентов получено в области MPEG-2. Всего ими владеют больше 20 корпораций; на разработку стандарта как такового было затрачено меньше времени, чем на достижение договорённостей по поводу патентов.
Список компаний:

| - Alcatel - Canon Inc. - Columbia University - France Télécom (CNET) - Fujitsu - General Electric Capital Corporation - General Instrument Corp. (ныне часть Motorola) - GE Technology Development, Inc. - Hitachi, Ltd. - KDDI Corporation (KDDI) - Lucent Technologies - LG Electronics Inc. - Matsushita | - Mitsubishi - Nippon Telegraph and Telephone Corporation (NTT) - Nokia - Philips - Robert Bosch GmbH - Samsung - Sanyo Electric Co., Ltd. - Scientific Atlanta - Sharp - Sony - Thomson Licensing S.A. - Toshiba - Victor Company of Japan, Limited (JVC). |